# Julio Valentín González
Julio Valentín Ferreira González, paragvajski nogometaš, * 26. avgust 1981, Asuncion, Paragvaj.
Sodeloval je na nogometnemu delu poletnih olimpijskih iger leta 2004 in osvojil srebrno medaljo.